# テヌータ・ランボルギーニ
テヌータ・ランボルギーニ（Tenuta Lamborghini）はランボルギーニの創業者である、フェルッチオ・ランボルギーニが創立したワイナリー。
主にランボルギーニのワインを作っている。全敷地は100ヘクタールほどあり、32ヘクタールのワイン畑、9ホールのゴルフ場や観光施設に分かれている。

## 概要
ランボルギーニのワイナリーは、高級ワインの産地として有名なウンブリア州の中にある。
この地所は、60年代にフェルッチオ・ランボルギーニがこの地方を旅行中に、ゆるやかな起伏に満ちたこの風景に恋に落ち購入した。
元々農家出身だった彼がこだわりを持ち、スーパーカーのようなワインをという思いで一から始めた。ワイナリーで毎日愛情をこめて葡萄栽培をし、その当時珍しい種類のメルロットやカベルネ・ソーヴィニヨンも植え、独自ブレンドをした。
90年代の半ば、フェルッチオ・ランボルギーニの娘パトリッツア・ランボルギーニは、自社の経営を受け継ぎ、父の念願であった高品質ワインの製造にも力を入れた。
現在のワイン畑は、新たなプロジェクトとして20ヘクタール以上敷地を拡張し、地域の特性を生かした最上級のワインを追求するために、ワイン醸造で有名なリカルド・コタレッラと高品質のワイン生産を行なっている。

## 日本での展開
主要販売代理店はマルシェジャパン株式会社。輸入、販売、流通を担っている。